# Kleinsteinlohe (Treffelstein)
Kleinsteinlohe ist ein Ortsteil der Gemeinde Treffelstein im Oberpfälzer Landkreis Cham, Bayern.
1845, nach Aufhebung der Patrimonialgerichtsbarkeit, gehörte Kleinsteinlohe zusammen mit Breitenried zur Hofmark Tiefenbach. Kleinsteinlohe hatte 9 Häuser und 47 Einwohner.
Die Kinder von Kleinsteinlohe gingen nach Großsteinlohe zur Schule.
Im Zuge der Gebietsreform wurde Kleinsteinlohe am 1. Juli 1972 in die Gemeinde Tiefenbach eingegliedert. Allerdings ergaben sich dabei verschiedene Schwierigkeiten bei Vermögensauseinandersetzungen. Infolgedessen wurde Kleinsteinlohe geteilt. Der nördliche Teil kam zu Tiefenbach und der südliche zu Treffelstein.
In der amtlichen Ortsdatenbank ist Kleinsteinlohe lediglich bei der Gemeinde Tiefenbach aufgenommen, weil in deren Gebiet die Mehrzahl der Anwesen liegt.